# Matthew J. Holman
Matthew J. Holman (1967) és un astrofísic de l'Observatori d'Astrofísica Smithsonian i conferenciant a la Universitat Harvard. Holman estudià a l'Institut Tecnològic de Massachusetts, on va rebre el títol de grau en matemàtiques el 1989 i el doctorat en ciència planetària el 1994.
Participa en un equip que ha descobert nombrosos satèl·lits irregulars de Júpiter, Saturn (Albiorix), Urà (Pròsper, Setebos, Esteve, Tríncul, Margarida, Francesc, Ferran) i Neptú (Halimedes, Sao, Laomedeia, Neso).